# Baedeker (reisgids)

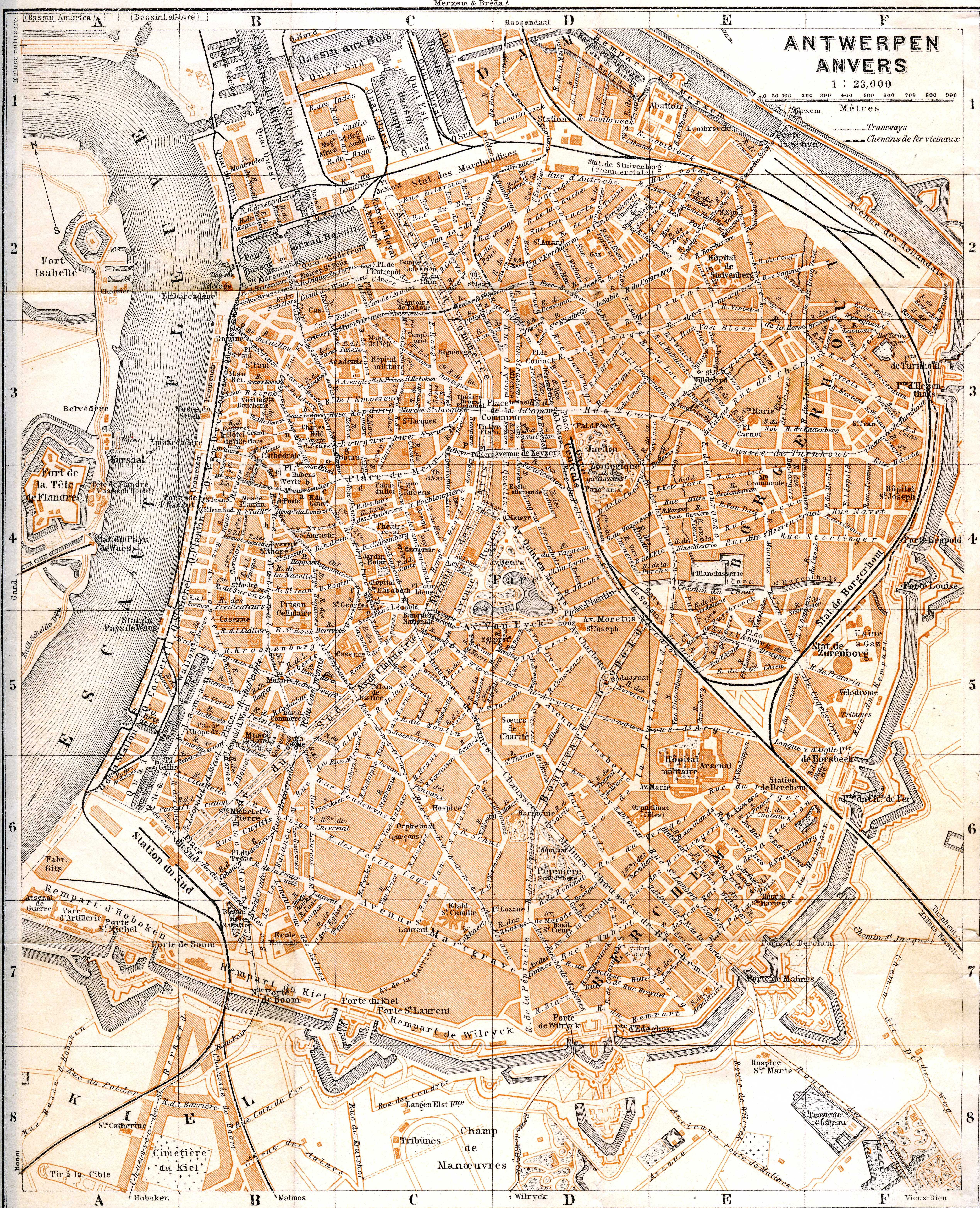
Plattegrond van Antwerpen uit een Baedeker van 1905 = België en Holland

De reisgidsen van Baedeker dragen de naam van de stichter van de uitgeverij ervan, Karl Baedeker en staan bekend om hun betrouwbaarheid en gedetailleerdheid, zo zelfs, dat ze van merknaam tot soortnaam zijn geworden, zoals in Nederland de "Baedeker voor de huisvrouw". 

## Geschiedenis

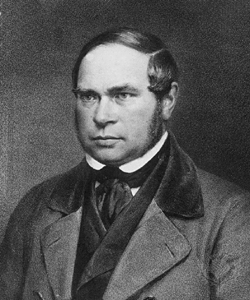
Karl Baedeker

Karl Baedeker (3 november 1801 - 4 oktober 1859) was afkomstig uit een familie van boekhandelaren en boekdrukkers in Essen en opende in 1827 in Koblenz een boekhandel. In 1828 verwierf hij de rechten van een bestaande reisgids, "Rheinreise von Mainz bis Köln" en een jaar later van een gids van Koblenz; de 3e druk van eerstgenoemde gids, die later de titel "Rheinlande" kreeg, verscheen in 1839 en werd geheel door Baedeker zelf geredigeerd. Tevreden over de reacties en de kwaliteit van zijn arbeid, begon hij rusteloos te bouwen aan een fonds van reisgidsen, alle van zijn hand die hij, al rondreizend door Europa, voortdurend op actualiteit beproefde. 1839 verscheen een reisgids voor België en Nederland, 1842 het "Handbuch für Reisende durch Deutschland und den österreichischen Kaiserstaat", 1844 een gids voor Zwitserland en 1855 een voor Parijs en omgeving. Als voorbeeld dienden hem de reisgidsen van Murray die hij bij Engelse vakantiegangers signaleerde. Het verhaal gaat, dat de rode kleur van de band van de Baedekers, aan die gids is ontleend. Zijn intensieve bemoeienis met zijn reisgidsen eiste haar tol. Baedeker stierf voortijdig, totaal overspannen naar het schijnt, in 1859 op slechts 57-jarige leeftijd.
Karl Baedeker werd opgevolgd door zonen Ernst (1833-1861), Karl (1837-1911) en Fritz (1844-1925), die in 1878 de enige eigenaar van het bedrijf werd, dat in 1872 naar boekhandelsstad Leipzig was verplaatst. Op dat moment was het fonds inmiddels gegroeid tot ruim 30 titels, waarvan er een aantal in het Frans (sinds 1857) en Engels (1861) verschenen. De redactie werd gevoerd door deskundigen van naam, die de gebieden waar ze over schreven uit eigen ervaring kenden. De nauwkeurige cartografie van de vakantiebestemmingen werd verzorgd door de firma Wagner & Debes, uitgever van de beroemde Debes-wereldatlas, en later door de bekende Zwitserse cartograaf Rudolf Leuzinger.
Hoewel toerisme in de begintijd van Baedeker slechts een privilege van weinigen was, was het maken van een buitenlandse reis door de toegenomen welvaart tegen het einde van de negentiende eeuw ook voor grotere groepen weggelegd, zodat de klantenkring van de firma Baedeker groeide. Maar er kwam concurrentie; eerst van Meyers Reisebücher, die in nauwkeurigheid niet voor Baedeker onderdeden, later van de goedkopere reisgidsen van Grieben, die zich voornamelijk richtten op binnenlandse bestemmingen. Curieus, maar van weinig betekenis was de concurrentie van de Duitstalige gidsen van Zwitserland van Baedekers Engelse voorbeeld Murray.

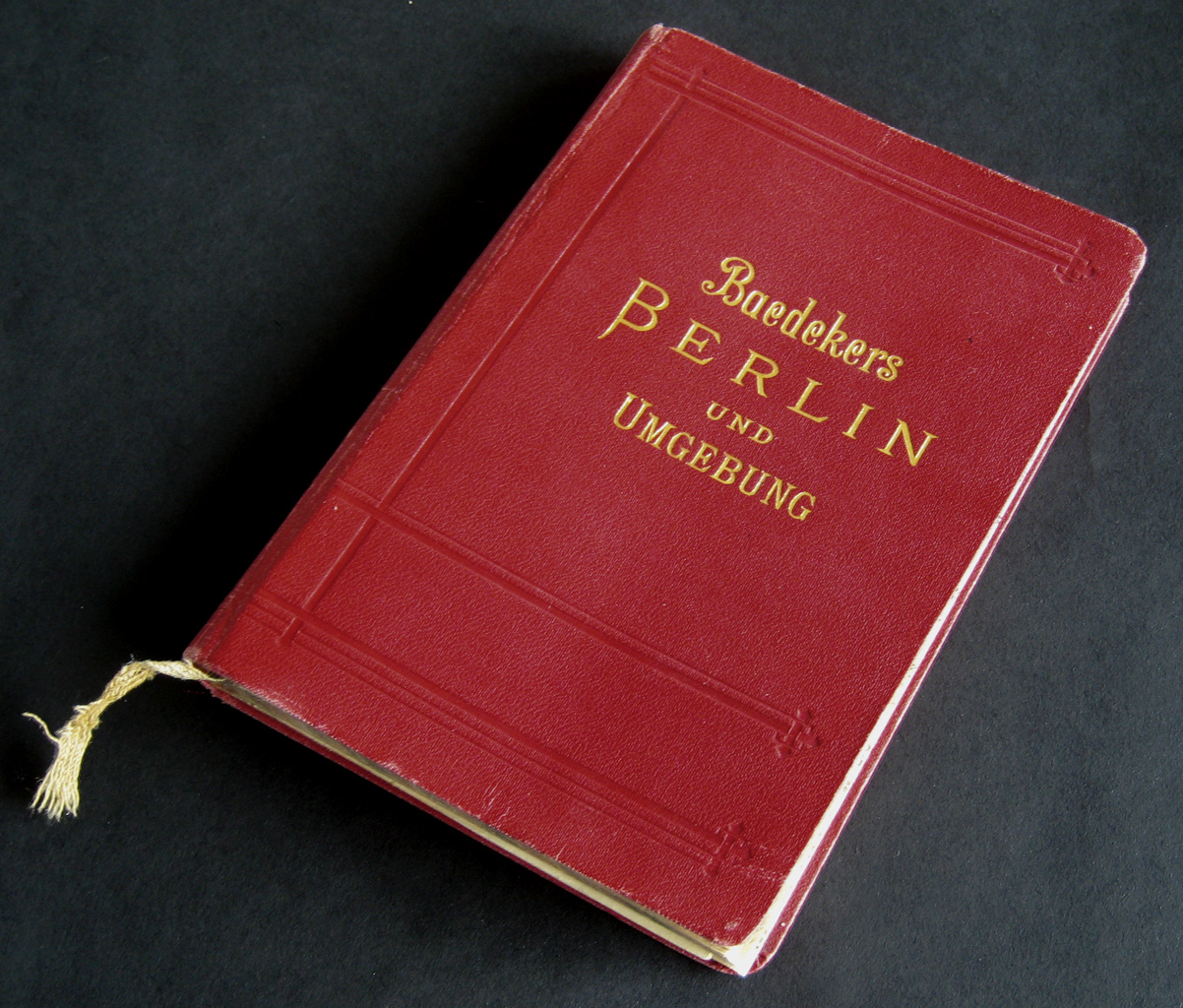
Baedekers Berlin, uit 1910

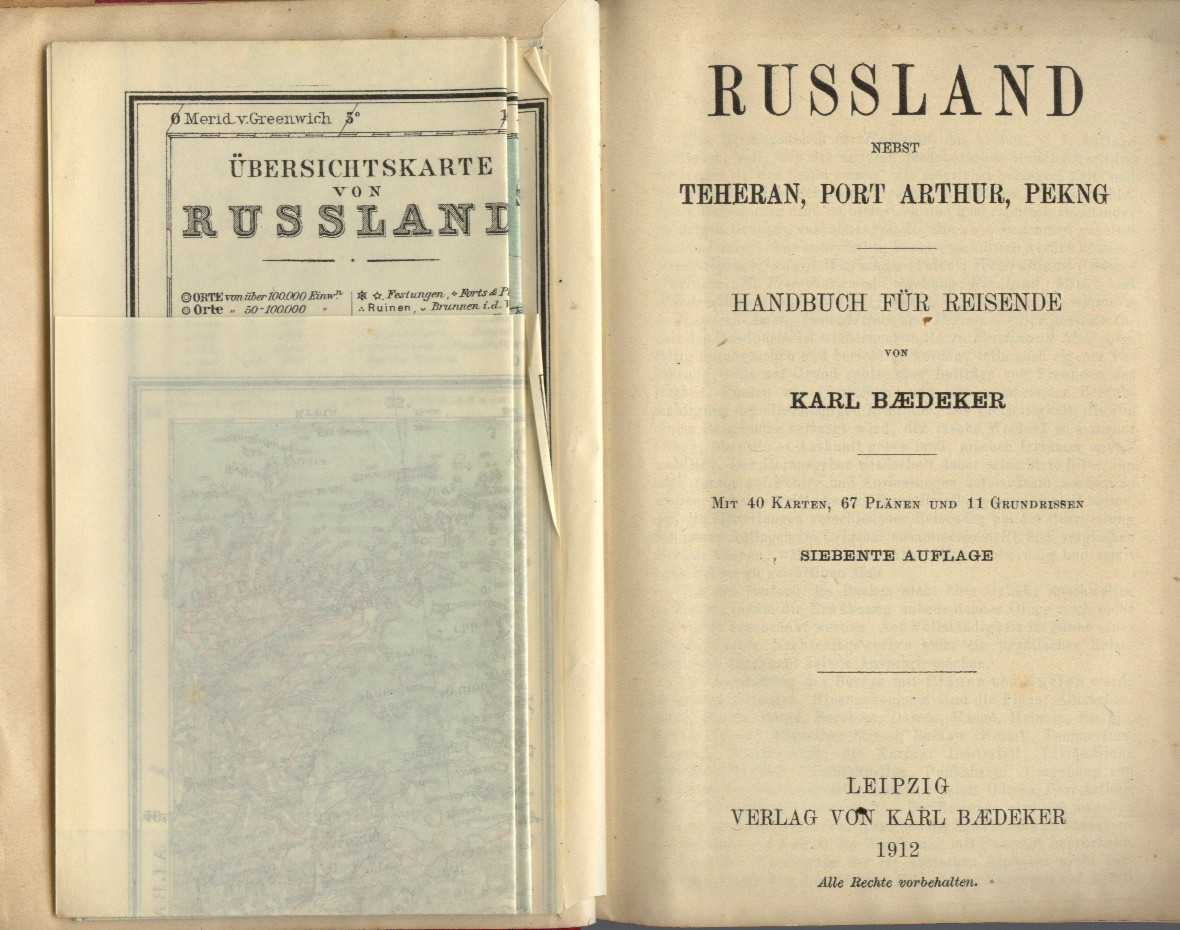
Een editie van de (zeldzame) Baedeker van Rusland uit 1912; let op de nog zeldzamere zetfout (Pekng)

Fritz Baedeker, die het bedrijf tot grote bloei bracht, verrijkte het fonds in de periode tot aan het begin van de Eerste Wereldoorlog met vaak meertalige titels van verre bestemmingen, zoals Rusland (1e editie 1883; laatste 1914), Canada (1894; 1922), de Verenigde Staten (1893; 1909), Brits-Indië (1914), Egypte (1877; 1929), Palestina (1875; 1912) en Klein-Azië (1905; 1914), oorden, die nog lang niet door het toerisme waren ontgonnen. Behalve voor gefortuneerde reizigers leken deze edities eerder bestemd voor zakenlieden of overheidsfunctionarissen. Maar ook degenen die geïnteresseerd waren in vreemde culturen, zullen tot de clientèle van Baedeker hebben behoord. 
Na de dood van Fritz Baedeker in 1925 werd het bedrijf geleid door diens zonen Hans (1874-1959), Ernst (1878-1948) en Dietrich (1886-1969) die de moeilijke taak hadden het bedrijf door jaren van crisis en economische neergang te loodsen. Dure buitenlandse reizen waren in die tijd uitgesloten; de nieuwe – regionale – edities waren vooral gericht op de binnenlandse – Duitse – markt. De uitgaven van vóór 1914 bleven echter nog tientallen jaren verkrijgbaar en kregen nu historische betekenis.
Tijdens de Tweede Wereldoorlog kocht generaal Nikolaus von Falkenhorst een Baedeker reisgids over Noorwegen, nadat hij opdracht had gekregen een aanvalsplan op te stellen. Later verklaarde hij dat hij op dat moment geen idee had van Noorwegen, de steden daar, de gesteldheid van het Noorse terrein of zelfs maar een algemeen idee van de bevolking en de economie. Toch kon hij, gebaseerd op de kennis uit de Baedeker reisgids, al na enkele dagen een eerste voorstel voor Operatie Weserübung indienen bij Hitler en het opperbevel.
Het gebouw van de firma Baedeker in Leipzig werd tijdens de Tweede Wereldoorlog platgebombardeerd; vrijwel alles werd vernietigd. Reeds drie jaar na de oorlog slaagde de redactie er echter in om een stadsgidsje van Leipzig uit te brengen. Dat was dan ook de enige naoorlogse Baedeker uit Leipzig. Hoewel de firma nog tot 1959 in het telefoonboek van Leipzig werd vermeld, werden er vanuit die stad door Baedeker geen activiteiten meer ontwikkeld. In hoeverre sprake was van onteigening of tegenwerking van de autoriteiten in de DDR, is onbekend.
De achterkleinzoon van de oprichter van de firma, Karl Friedrich Baedeker (1910-1979), vestigde in 1948 de firma opnieuw in Malente, in Sleeswijk-Holstein. In 1956 verhuisde men naar Freiburg im Breisgau. Het programma bestond in hoofdzaak uit stads- en regionale gidsen. De eerste nieuwe Baedeker van een verre bestemming, "Baedeker's USA", verscheen in 1974. 
In 1951 werd een samenwerkingsverband aangegaan met de cartografische uitgeverij Mair te Stuttgart in de "Baedekers Autoführer-Verlag" (reisgidsen voor automobilisten); in 1972 verhuisde deze afdeling naar Ostfildern-Kemnat (in de buurt van Stuttgart); in 1979 werden deze uitgaven omgedoopt in "Baedeker Allianz Reiseführer" (verzekeringsmaatschappij Allianz is een sponsor). 
Na de dood van de eigenaar van de firma in Freiburg, Karl Friedrich Baedeker in 1979, werd dit deel van het bedrijf aan uitgeverij Langenscheidt verkocht. Beide onderdelen gingen in 1987 onder de naam "Karl Baedeker GmbH" samen met als hoofdvestiging Ostfildern/Kemnat met een nevenvestiging in München. Inmiddels is Baedeker voor 100% eigendom van Mair, die tegenwoordig MairDumont heet.
De vóór 1945 verschenen edities van Baedeker, die tot de jaren zeventig (van de 20e eeuw) in antiquariaten en op boekenmarkten hooguit een paar gulden kostten, zijn sinds de jaren tachtig verzamelobjecten geworden, waarvoor verzamelaars soms hoge bedragen neertellen. Zeldzame exemplaren zoals "Russland", "Palästina" of "Indien" brengen soms honderden euro's op.

## Baedekerraids

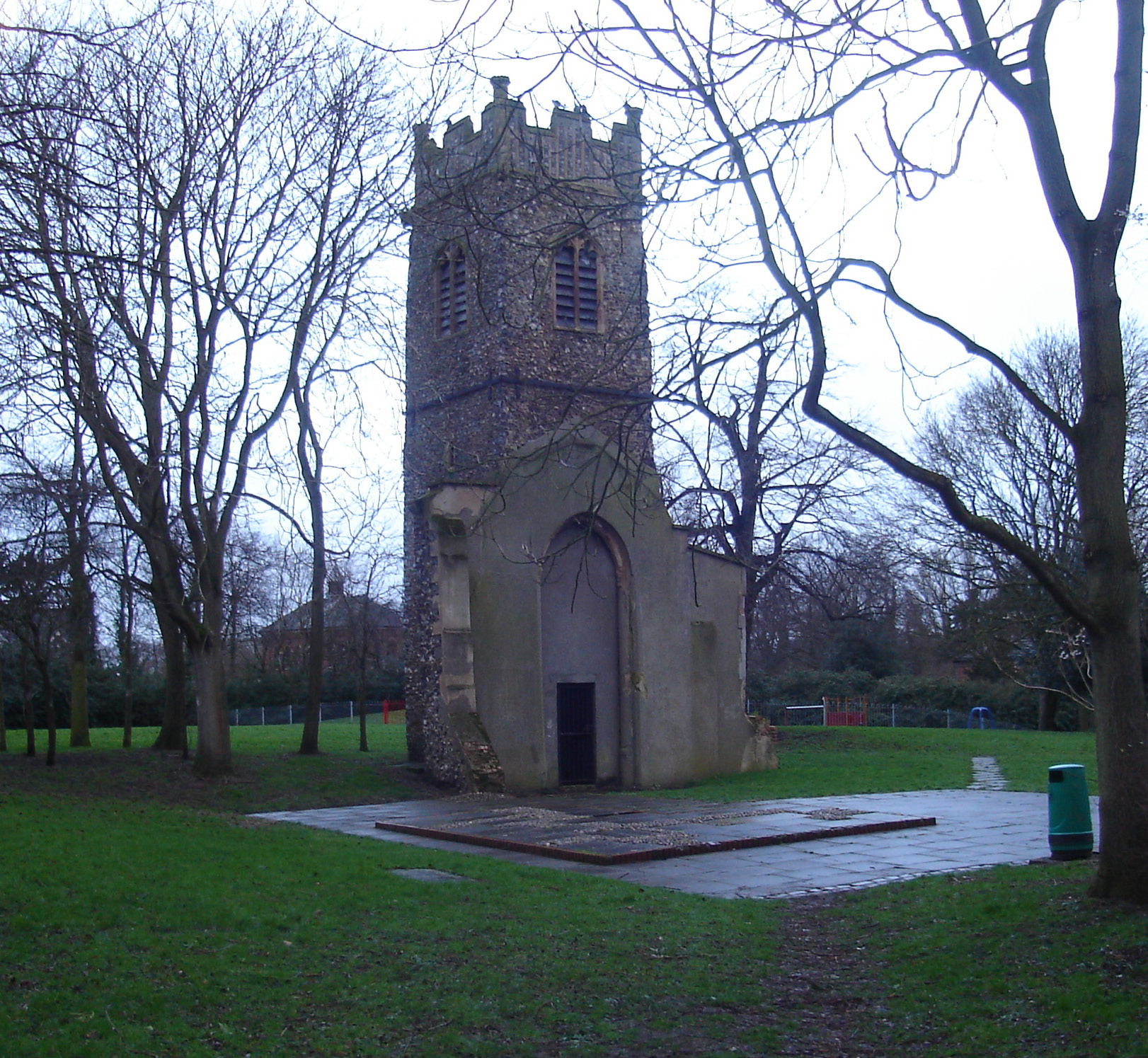
De toren van Sint-Bartholomeuskerk in Norwich, een stille getuige van de Baedeker Blitz op 27 april 1942

Deze raids, ook wel Baedeker Blitz genoemd, waren bombardementsvluchten die in het rijtje Guernica-Rotterdam-Dresden passen: terreurbombardementen op doelen zonder militaire waarde, puur en alleen bedoeld om de wil van de tegenstander te breken door zo veel mogelijk dood en verderf te zaaien onder onschuldige burgers. In het voorjaar van 1942 werden de steden Bath, Canterbury, Exeter, Norwich en York bestookt. Deze plaatsen met een cultuurhistorische betekenis werden uitgekozen omdat ze met een bijzondere vermelding in de genoemde reisgidsen waren opgenomen. De Baedekerraids waren het Duitse antwoord op de Britse bombardementen op Lübeck van 28 maart 1942.

## Galerij

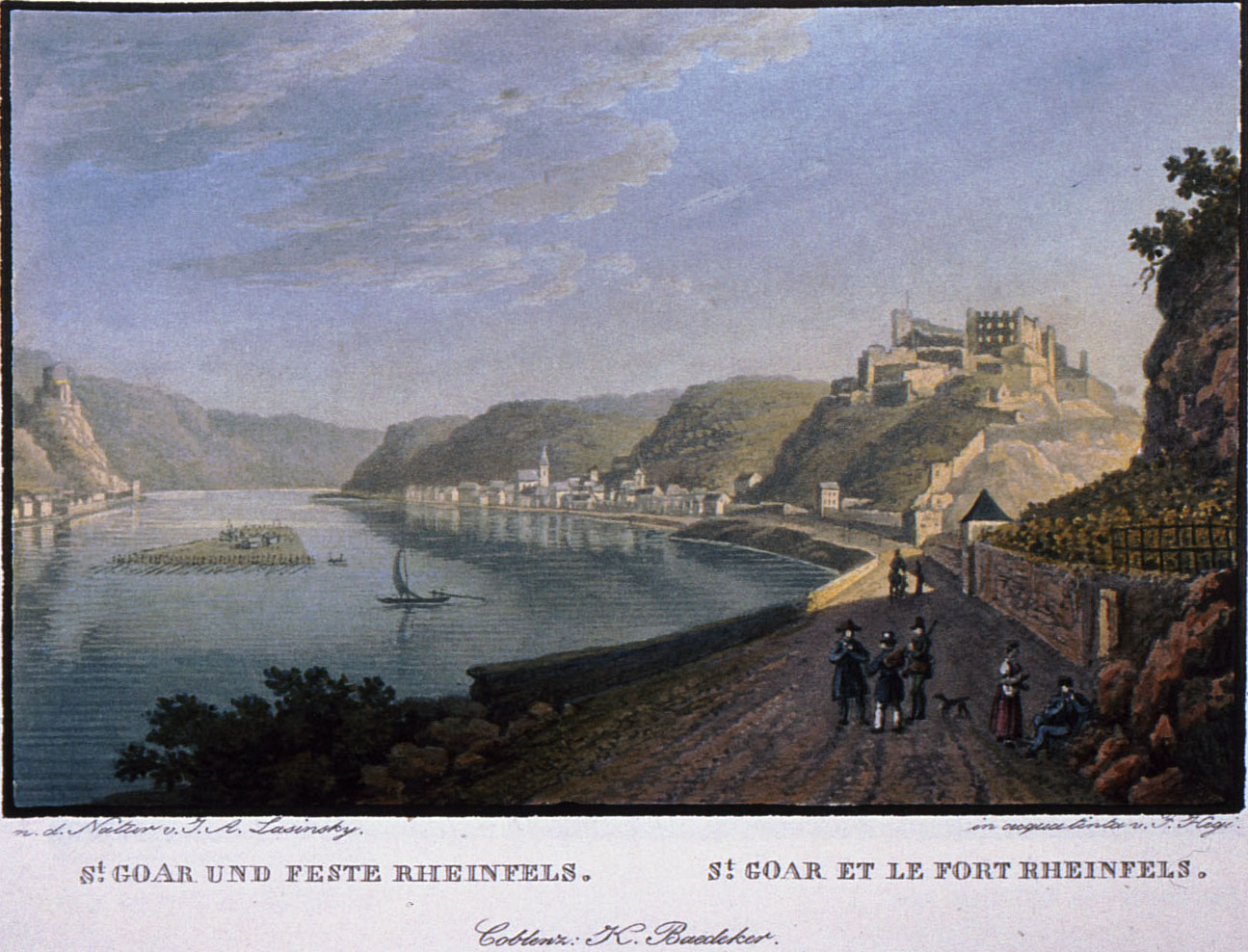
Blik op Sankt Goar met de Ruïne Rheinfels rond 1830
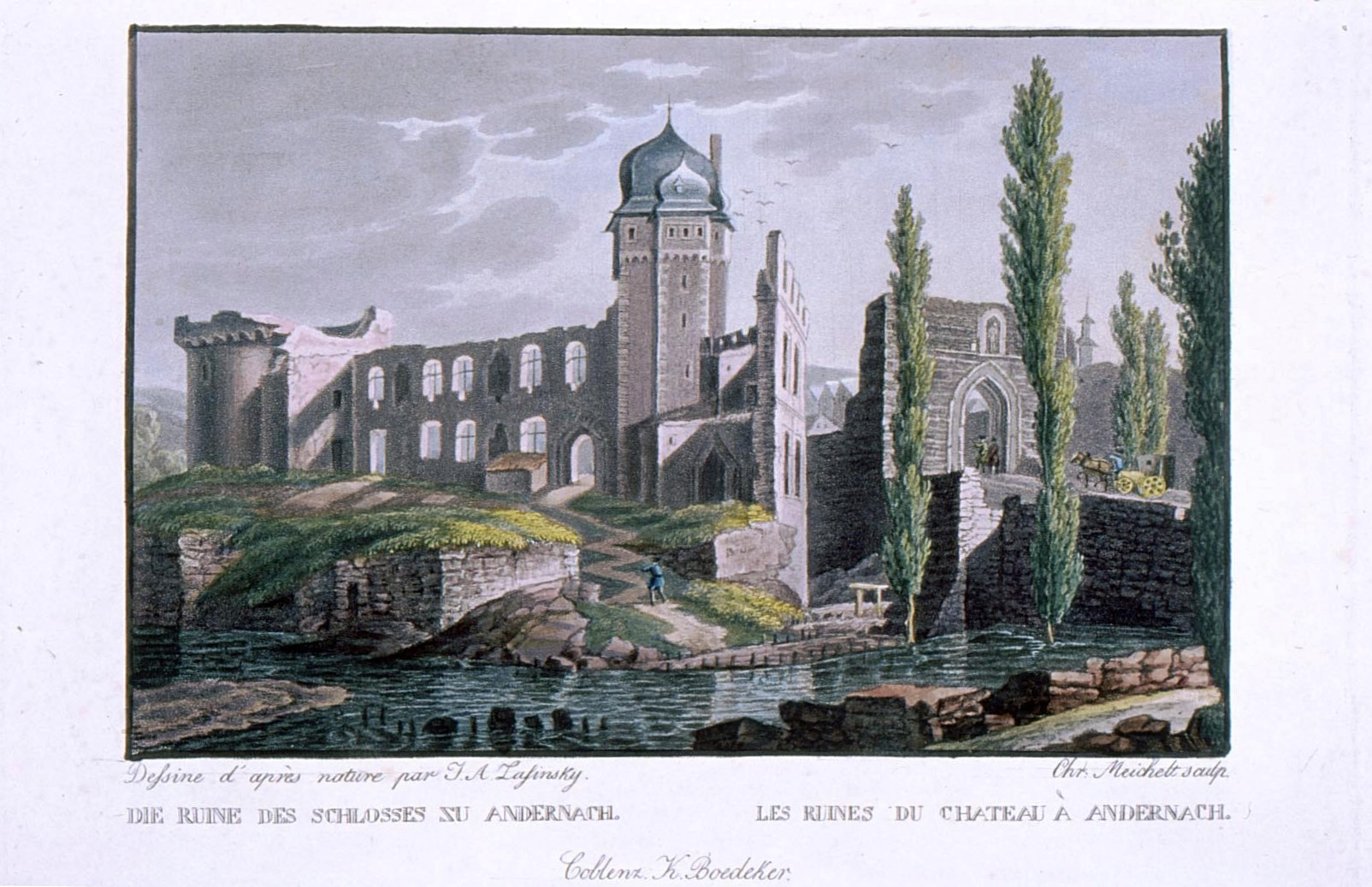
Prent uit een oude Baedeker: Schloss Andernach
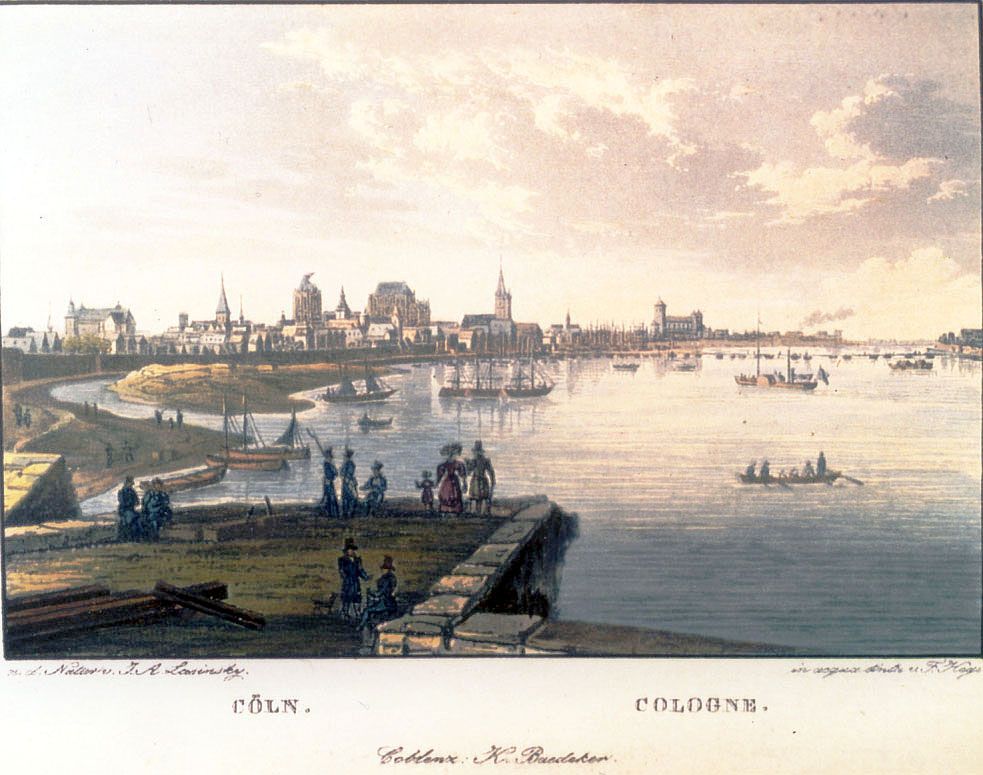
Blik op Keulen rond 1830
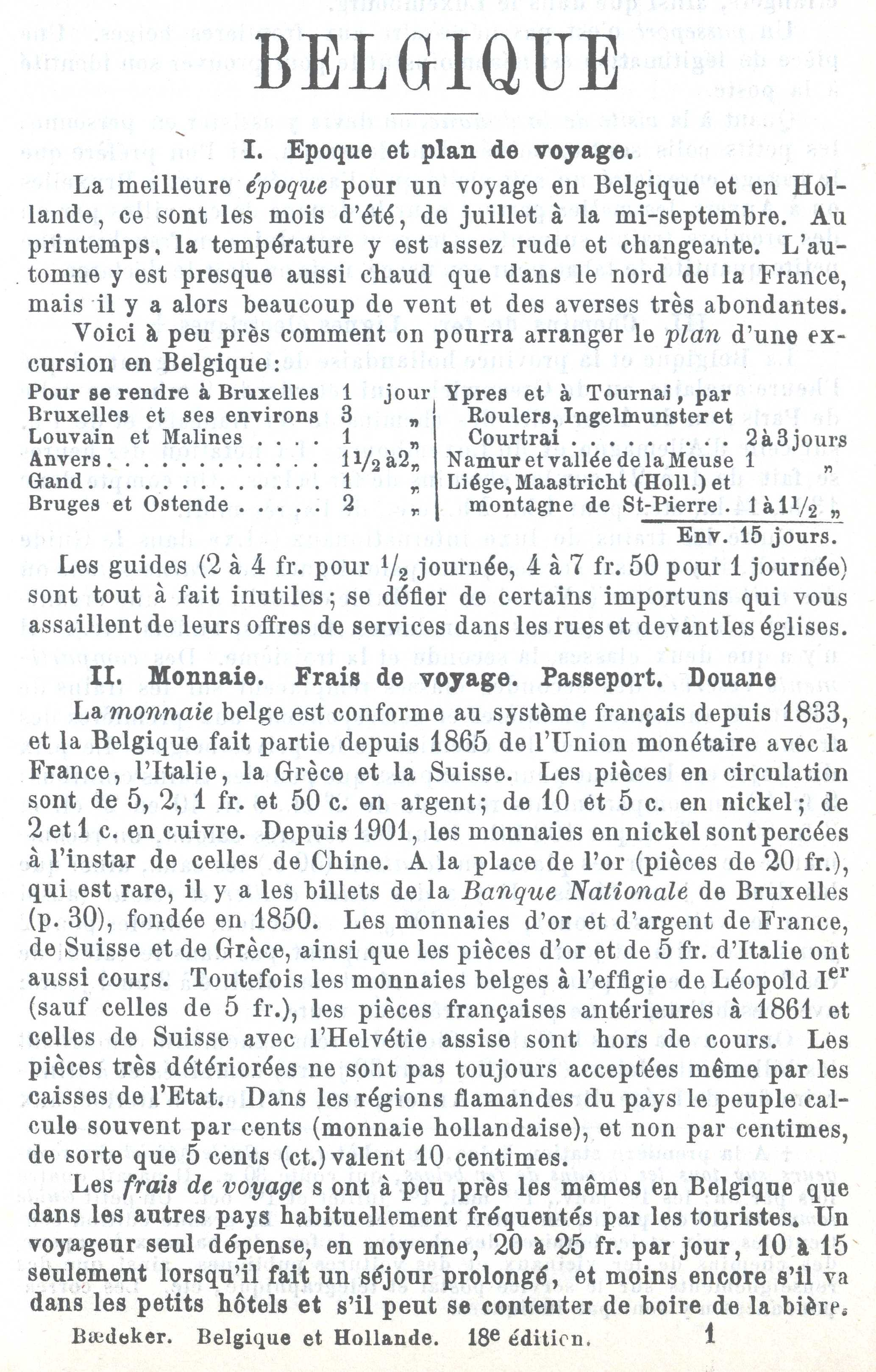
Introductie van de gids van België en Holland, 1905